# あなたの番です
『あなたの番です』（あなたのばんです）は、日本テレビ系「日曜ドラマ」にて2019年4月14日から9月8日まで毎週日曜22時30分 - 23時25分に放送されていた全20話のテレビドラマ。略称は『あな番』。
2021年12月10日に映画版を公開。映画版公開初日となる12月10日に『金曜ロードショー 劇場版公開記念!「あなたの番です」完全新撮スペシャル!』が放送された。

## 概要
マンションに引っ越してきた年の差婚の新婚夫婦が住民会で行われた「交換殺人ゲーム」に巻き込まれる姿を描いたミステリードラマで、企画・原案は秋元康が担当。第1章では13年ぶりの民放の連続ドラマ出演となる原田知世と田中圭が、第2章・反撃編では田中が主演を務めており、30人を超えるキャストが出演する。
海外市場での展開も視野に、2クール連続・半年間に渡って放送され、6月16日放送の第10話までを第1章とし、23日放送の「特別編」を挟んで30日放送の第11話より第2章「反撃編」として放送された。同局で2クール連続ドラマを制作するのは1994年10月期から1995年1月期にかけて放送された『静かなるドン』以来25年ぶり。
キャッチコピーは、〈第1章〉「毎週、死にます。」、〈第2章・反撃編〉「殺（や）られる前に暴いてやる。」。
地上波放送と連動してアナザーストーリー『扉の向こう』（とびらのむこう）が制作され、動画配信サービス・Huluにて独占配信され、こちらではそれぞれの部屋の住人を主人公とし、本編での奇妙な行動の理由や日常や家庭の事情を描いている。
2019年11月6日に「ユーキャン新語・流行語大賞」に本作品のタイトルがノミネートされた。
また、第1章最終回の第10話は大きな反響を呼び、ツイッターのトレンドで世界1位になった。TVerやHuluで一気見をできたことが後半の視聴率の上昇につながったと考えられる。

## 制作
企画・原案の秋元自身が出席した住民会で、同じマンションに年齢や職業など何もかもが違う人たちが住んでいるというだけで集まり話すのを見て、そこで偶然着想した「『交換殺人』が起こったら面白いのでは?」という発想に「誰にでも消えてほしい人がいる」というテーマを加味し、本作品が完成した。
当初は1クールの予定であったが、局からの提案により2クールとなった。

## あらすじ

### 第1章（第1話 - 第10話）
年の差婚の新婚夫婦、手塚菜奈と手塚翔太はマンション「キウンクエ蔵前」の一室を購入し新婚生活に胸を膨らませる。だが、菜奈が参加した住民会で、ひょんなことから、殺したい人の名前を紙に書き、クジのように引く「交換殺人ゲーム」が始まることとなる。
その夜、管理人の床島比呂志はマンションの屋上から落下し死亡してしまう。そしてマンションのエントランスの掲示板には、「管理人さん」と書かれた紙が貼り出されており、交換殺人が本当に始まったことを知らせる。
床島の死を皮切りに、紙に書かれた人物が次々と殺されていき、住人の赤池美里・吾朗夫妻も被害者となるが、顔は笑っていた。翔太は有機野菜宅配サービス会社勤務で独身の、尾野幹葉からゲームの話を知る。だが、翔太は口を滑らせたことで、小規模の外食チェーン運営を展開する会社「3C foods」社長の西村淳、自称・社会派ノンフィクション作家でマンションの清掃係の木下あかね、「The Mars COMPANY」のCEOを務めるIT起業家でアプリを開発している江藤祐樹と、独身の3人もゲームのことを知る。
夫の地図制作会社勤務のサラリーマンの児嶋俊明により、切断された右足だけが見つかった、自宅の一室で子供英会話教室の講師をしている佳世。遺体は笑っていた、何度か詐欺罪で逮捕されたことがある、暴力団の下っ端構成員の浮田啓輔。エレベーター管理会社勤務で独身の、久住譲によって転落死した菜奈の元夫の細川朝男。刺殺された田宮順一郎の元部下と、その後もゲームの被害者が後をたたない。
菜奈と翔太はそれぞれ推理をして榎本早苗・正志夫妻が怪しいと睨み、翔太は402号室に押し入り、隠し部屋に黒島沙和とともに監禁されていた榎本夫妻の実の息子である総一を発見する。そこに隠されていた山際の頭部を見つけたことから榎本夫妻は逮捕される。事件は終わったと思った矢先、自宅の302号室で菜奈が遺体となって発見される。

### 特別編
最愛の妻・菜奈の葬儀を終え翔太は、菜奈のパソコンから彼女が遺した日記を見つける。翔太はさらに「翔太くんへ」と題付けされた文書ファイルの手紙を見つけるが、実は菜奈が書いたものではなく、最後に動画へ導くURLが書かれてあった。その動画には殺害直前の菜奈が映っており、翔太に「何か」を伝えようとしたところで映像は途切れる。
一方そのころ、ゲームの存在を知った、警視庁すみだ署の所轄刑事・神谷将人と水城洋司は、連続殺人事件についての検証をしていた。神谷は翔太を一連の事件の黒幕と疑うが、水城は「刑事のカン」を理由にその可能性を否定する。

### 第2章・反撃編（第11話 - 最終話）
新しい住民であるAIを研究している大学院生の二階堂忍が越してくる。推理に行き詰っていた翔太は彼の知識とAIの力を借り、黒島と協力して住民の情報を記録してプロファイリングをする。さらに、5年前に何者かに娘・穂香を殺された、新たな入居人南雅和とも協力しながら推理していく。中国人留学生のリン・シンイーから、新管理人の蓬田蓮太郎が木下にスペアキーを渡していたことを聞き、木下も独自に事件を調査していたことを知った翔太は、東央大学付属病院の整形外科の医師の藤井淳史の部屋で大量の薬品を見つけ、部屋に潜んでいたシンイーの同居人から暴行を受け連れ出されそうになるが、二階堂がそれに応戦して翔太を救出する。その後翔太は、菜奈などの遺体が、微笑んでいるという同様の共通点を持っていたことから、同一人物による犯行ではないかと疑い、AIの分析も同一人物で、さらに犯人は総一と答えていた。
夏祭りの夜、総一は保育園児の北川そらを絞め殺そうとするが、間一髪のところで翔太、二階堂、南の3人が阻止し、事件は未遂に終わる。同時刻、黒島が駅で何者かに線路に突き落とされるが一命を取り留める。そして、柿沼遼らから浮田の遺体が笑っていたことを聞き、事件の真相にたどり着くも殺されてしまった神谷も、その顔は微笑んでいた。翔太たちは、黒島のストーカーで国際理工大学工学部医療工学科の、内山達生が一連の殺人事件に関与していると考えて彼のもとを訪れるが、ドアに仕掛けられたダーツの矢が突き刺さり、内山は死んでしまう。パソコンに動画が再生され、笑う遺体の一連の事件は全て自分が犯人だというが、不自然な点を感じた翔太と二階堂は他にも犯人がいることを疑う。
翔太は南が、遺体が笑っていた穂香を殺害した人がこのマンションにいることを突き止めていたことを知る。また、警察署には田宮が波止殺害の自首に来ていたり、久住は自首を決意したり、佐野豪を手伝った職員が笑みを浮かべたままの佳世の遺体を発見したりする。南の資料を入力されたAIは、犯人に黒島を導き出すが、黒島を犯人とするかどうかで翔太と二階堂は対立してしまう。一方、看護師の桜木るりに襲われるも意識を取り戻した久住は、桜木に蹴り落とされたこと、「赤池美里」と書かれた紙を引いたのが黒島であることを供述し、桜木と恋人の藤井の、独身の二人は逮捕される。
そして翔太は、犯人が自分の星座のラッキーデーに殺人を行なっていることを突き止める。翔太、二階堂、南の3人は、怪しい4人をホテルの一室に誘き寄せるため待ち構えるが、突如二階堂が翔太をチョークスリーパーで襲撃する。翔太が目覚めると、黒島とともに両手足を粘着テープで巻かれていた。そこに現れた二階堂は翔太に、自分が殺したと語るが、翔太はその嘘を見抜き、疑われていた黒島が真犯人であることを明かし、翔太と二階堂に真相を語り始める。翔太を挑発し殺されるのを望んでいる黒島だが、翔太はAI菜奈ちゃんの言葉で衝動を抑え、彼女を殺さずに抱き上げたことで、黒島は逮捕され、一連の事件は幕を閉じる。
ある日、翔太と二階堂が302号室の外の廊下に出ると、黒島の義理の祖母赤池幸子が使用していた無人の、「あなたの番です」と書かれた紙が乗っている車椅子が2人の前で停止する。そしてどこかのビルの屋上では、幸子が落下していった。

### 番外編 過去の扉

#### 前編
全ての事件が終わり、マンションを引っ越そうとする南。そんな南に、翔太は高知にいたころの黒島を知りたいと頼み、2人は黒島の過去が書かれた資料を見ることになる。
2014年。高校1年の黒島は登校中、目の前で女の子が転んで泣いているのを目撃すると、その子に近付き絞首する妄想に支配され、それから逃れるため、赤信号の横断歩道を渡ろうとしてトラックに撥ねられる。
その後も、脳に異常は無いと医師に診断されるも妄想に悩まされる黒島は、CT画像を持ち帰り、彼女が唯一心を許している家庭教師の松井瑛士に自分の脳のCT画像を見せ問い質す。松井は黒島に反社会性パーソナル障害などの精神疾患の可能性を告げ、両親直美と太一にも相談しようとするも、彼女は頑なに拒否。松井に「普通になりたい」と助けを求める黒島の会話を、直美がドアの前で盗み聞いていた。

#### 後編
幼いころから普通の子として扱う両親に要求され続けた黒島は、無自覚の狂乱を制御するため、数学に没頭する。そんな娘を見た直美は太一に病院にいくべきと相談するが、彼女が思春期だからと太一は問題にしなかった。ある台風の日、黒島は松井に暴力的な行為をしたいという強迫的妄想に襲われ、家を出る。その先で黒島は南穂香と出会ったことで、殺人衝動が湧き上がってしまったため、彼女にその狂気を向ける。
2年後、黒島は松井を海辺に誘い、穂香を殺害したことを告白し、それ以来殺人衝動を抑えきれず、自分にとって殺人は楽しいことであると話す。そして黒島は自首を勧める松井に抱きつき、ともに崖から飛び降りる。
一人生き残った黒島は、見舞いに来た内山から、事件の日が牡羊座のラッキーデーだったことから生き残れたのではないかと伝えられる。内山に対して本性を見せる黒島だが、彼はそれをも受け入れたため、常に笑顔で自分の行動をすべて見ていろと強要する。
話を終えた南は、黒島の異常性を糾弾するが、翔太は犯人に復讐しようとしていた自分と重ねていた。そして南が死ぬつもりなのを見抜いていた翔太は、説得し生きる希望を与え、その後、二階堂にAI菜奈ちゃんを消すよう頼みに行く。一方、少年院で黒島に貰った本を読んでいた総一は、最後のページに彼女からの手紙を見つける。内容は黒島の過去とメッセージだった。

## キャスト

### 主要人物
手塚菜奈（てづか なな）〈49〉｛302号室の住民｝
演 - 原田知世
本作品の主人公兼ヒロイン。翔太の妻。本名は細川菜奈で旧姓は日比野。1970年3月10日生まれ。愛読書は『パノラマ島奇談』で自身のパソコンのパスワードも"Panorama Island"に設定されている。フリーランスのスポーツウェアなどの在宅デザイナー。優しくてしっかり者の姉さん女房。ミステリー好きの読書家。嘘をつく時に手を組む癖がある。
事件解決のために独自に調査を行い、区の広報紙の星座占いコーナーのラッキーデーに基づいて殺人が行われていることに気付くが、それを犯人（黒島）に知られてしまい、で、塩化カリウムで毒殺された。
手塚翔太（てづか しょうた）〈34〉｛302号室の住民｝
演 - 田中圭
本作品のもう一人の主人公。菜奈の夫。1984年10月19日生まれ。愛読書は『名探偵コナン』。元バスケ部で現在はスポーツジムのインストラクター。
明るくて天真爛漫。妻を飼い主のように慕う犬コロ系夫。菜奈と同じくミステリーが好きで、自分が「怪しい」と感じた人物や出来事に遭遇するとオランウータンタイムに入り推理を始める。趣味はダーツで、予想を的中させることを「ブル」と言う。嘘をつく時に無意識に右の胸を掻く癖がある。
菜奈が事件の犠牲者になった後、新しく同じ階に引っ越してきた二階堂や刑事の水城と共に殺人犯を捜し出し、復讐することを決意する。
黒島沙和（くろしま さわ）〈21〉｛202号室の住民｝
演 - 西野七瀬（幼少期：岡本望来）
国際理工大学理学部数学科2年生。高知県出身。数学が趣味。いつも体のどこかをケガしている。大人しい性格。しかし、ある時を境にケガもなくなり口数が増えて明るくなる。
書いた紙は当初は「早川教授」とされていたが、「波止陽樹」であることが判明し、引いた紙も「織田信長」と言っていたが、後に浮田が書いた「赤池美里」であることが判明する。
二階堂忍（にかいどう しのぶ）〈25〉【11話～】｛304号室の住民｝
演 - 横浜流星
国際理工大学に通う大学院生で、AIの研究をしている。下の名前で呼ばれることが苦手で、翔太からは「どーやん」、母・万里子からは「ぶーちゃん」と呼ばれている。頭脳明晰だが、コミュニケーション能力が低く、他人の匂いや他人が作った食べ物が苦手で、冷蔵庫にはゼリー飲料しかないなど極度の偏食である。しかし、母親の影響で空手を嗜んでおり、本編では、翔太を監禁しようとしたシンイーの同居人2人を容易く撃退している。後に黒島と付き合い始める。
最終話で黒島の本性を知っても愛していることに変わりはなく怒りに任せ殺害しようとする翔太を妨害する。
実は、黒島が犯人であることは解っていたが、彼女に自首してほしいがために協力していたのだった。
南雅和（みなみ まさかず）〈50〉【13話～】｛502号室の住民｝
演 - 田中哲司
赤池一家が住んでいた502号室に、「事故物件に住んでみた芸人」として家賃が格安だからという理由で入居したお笑い芸人。
「南☆サザンクロス」という芸名でYouTubeで活動しており、動画の内容は買った商品のレビューやチャレンジ企画などを主に配信している。
第1章のころから微笑み遺体が出始めたキウンクエ蔵前を調査していたことが判明する。5年前に一人娘・穂香を何者かにより殺害されており、一連の行動は穂香を殺害した犯人を突き止めるためのものだった。
床島 比呂志（とこしま ひろし）〈60〉｛キウンクエ蔵前の管理人｝
演 - 竹中直人
マンションの近くのアパートに住む。
マンションに新しい住人が引っ越してくる度に、「管理人チェック」と称して無断で部屋に上がり込んでスマートフォンで写真を撮るなどの不謹慎な言動が多く、マンションの住人たちからは煙たがられている。また、入居者全員に手作りのネームプレートを渡している。
ゲームの最初の被害者となったと思われていたが、実はゲームとは無関係で自殺未遂を図ったことによる転落死であったことが最終話で判明。
見た目や言動に似合わず繊細で、脳腫瘍によって命が長くないこと、自分は周りに愛されていないということで生きることに悲観的になっていた。さらに交換殺人ゲームの開始を後押しするが、総一の件で床島に脅されていた早苗が書いた「管理人さん」と書かれた紙を引いたことが重なり、自殺の動機となった。
また、402号室の前で首吊り自殺をして早苗たちを驚かせようとしていたが、ロープの長さを測り間違えてしまい足を滑らせて落下し、結果的には1つ下の階である、手塚夫妻の住む302号室のベランダに逆さに宙吊りの状態になり、一時的に気を失う。その後目を覚まし身体を動かした拍子で、ロープが重みに耐えきれずに切断し、衛星放送用のコードとアンテナが巻きついた状態で転落死する。
彼の死によってゲームがスタートしてしまう。
榎本早苗（えのもと さなえ）〈45〉｛402号室の住民｝
演 - 木村多江
専業主婦。元住民会会長。やや押しに弱いが明るい性格で、菜奈と仲良くなる。
息子の総一を部屋に隠しており他の住民にバレないように生活をしていた。しかし、総一の存在が黒島にばれてしまい監禁する。そして、翔太が部屋に押し掛けてきたときにアイスピックで足を突き刺し転ばせて頭を打たせ、気絶させた後に黒島と共に監禁したが、後に逮捕される。
最終話では、裁判で息子にしか愛情を向けることが出来なかったこと、また平穏な生活に戻れるようにしたいということを話していた。
当初は「初恋の人」と書き、「電車の席を譲らない人」を引いたと言っていたが、「管理人さん」と書いていたことが判明し、引いた紙も後に「山際祐太郎」であることが判明する。
田宮淳一郎（たみや じゅんいちろう）〈58〉｛103号室の住民｝
演 - 生瀬勝久
真面目でやや融通が利かない、早期退職した元エリート銀行員。独自に事件の真相を探っている。ある時から、「満員on礼」に入り、自腹で購入した稽古場で活動する。そこで東と出会い、浮気してしまうが、君子にばれてしまうと東に別れを告げた。
実は、「世直し」のためにマンション各所に大量に購入した監視カメラを設置したところ、波止が黒島にDVを加えている瞬間を捉えたことで、DVを止めるよう波止に何度も忠告していた。しかし、プライバシーの侵害と逆上された挙句、害虫と罵られたため憤慨して突発的に彼を殺害してしまう。
小劇団に入ったのも罪の意識によるものであり、翔太や二階堂からゲームで引いた紙について聞かれても回答を避けていた。しかし、小劇団を続けていくにつれて、罪の意識が大きくなっていったことで、現実に解き放たれる時が来たとして自首する。
引いた紙は、当初は「ゴミの分別ができない人」と言っていたが、黒島が書いた「波止陽樹」の紙を引いていたことが後に判明する。
最終話では、面会で君子とロミオとジュリエットの台本を読み合っていた。

### キウンクエ蔵前 住民

#### 1階
101号室
久住譲（くずみ ゆずる）〈45〉
演 - 袴田吉彦
エレベーターマニアでキウンクエ蔵前のエレベーターにアンジェリーナと愛称を付けている。真面目そうに見えるが精神面は脆く小心者。袴田と間違えられることに嫌気がさしており、ゲームでは「袴田吉彦」と書いた。
本当に袴田が殺され、今度は自分が実家をネタに脅迫されるようになったうえ、一緒に行動していた浮田が殺害されたことで精神的に追い詰められてしまい、自分が引いた紙に書かれていた「細川朝男」を自身が細工を施したエレベーターに突き落として殺害するが、落下と同時に足を掴まれ一緒に転落し、一命を取り留めたものの長い間意識不明となる。
反撃編にて意識を取り戻すが、事件のことを知られたくないがために、自分が当時18歳の袴田と思い込んだふりをし、記憶喪失を装う。退院後にマンションに戻ったのち、利害の一致の理由から藤井、桜木と共に自分たちの犯行を隠し通すことを決める。しかし佐野との揉めごとがきっかけで翔太らにも記憶が戻ったことを知られ、翔太たちに勧められ自首することを決意する。すみだ署に向かう最中に桜木から鎮静剤の入った注射を打たれ、同時に階段から蹴り落とされてしまうが途中で通行人が異変に気付いたため、トドメをさされずに済み一命を取り留める。
最終話では留置所で愛読のエレベーター専門誌『月刊 昇降機』を読んでいた。
102号室
子供はいないが、佳世は、元は子供を持つことを切望していた。佳世が子供を異常に欲しがるため夫の俊明は、ほとんど家に帰ってこない別居状態となっており、関係は冷え切っている。
児嶋佳世（こじま かよ）〈42〉
演 - 片岡礼子
自身も元は子供好きで、不妊検査などの可能性を調べていく中で子供に対して異常なほど強い執着心を抱くようになり、マンション住民の子供を見つけては、理由をつけて自室に連れ込もうとするなどの異常な行動が目立つ。
黒島の「リラックスできるアロマガスです。」という発言を信じ、口元に笑気ガスをあて噴射し、ガスを吸引して笑顔になっている間に背後から黒島に首を絞められる。佳世はそのままリラックス効果のあるガスを吸っていると錯覚させられながら、黒島によって絞殺される。佳世の遺体は黒島によって口角を上げられ、幸せそうに笑っている表情にされた後に、内山によって食肉加工場の冷凍庫に遺棄された。
児嶋俊明（こじま としあき）〈45〉
演 - 坪倉由幸（我が家）
地図オタク。同僚の部下の女性と不倫関係にある。
後に再び102号室に住むようになり、佳世が殺害されたことを知ってからは翔太に自分はちゃんと愛情を注げなかったことを話したり、部屋を出る前に佳世の写った写真に向かって「行ってきます」と言うなど佳世への愛情を取り戻しつつある。
103号室
田宮君子（たみや きみこ）〈55〉
演 - 長野里美
田宮淳一郎の妻。カルチャーセンターの高齢者向けの体操教室の講師。
淳一郎が手を怪我した際、「体力が有り余っているなら他のものにぶつけてみれば?」といろんなパンフレットを渡す。淳一郎への愛情は本物であり、淳一郎が劇団員の東と不倫していることを知っても離婚に持ち込まなかったり、東には明確な敵意を向けたりしていた。
104号室
石崎家では、子供も文代と共に護身術や体力トレーニングを積むようになり、大人に対して物怖じしない性格となっている。
石崎洋子（いしざき ようこ）〈35〉
演 - 三倉佳奈
子持ちの専業主婦。熱血な性格で自分の理想通りに行かないと気が済まないエゴイストな部分がある。
殺したい相手がいなかったためゲームでは自分の名前を書く。マンションの住人たちが次々に殺害されていく中で、次に自分が殺されるのではないかとパニックを起こしたり、ゲームを本気にしない家族に八つ当たりしたりするほどに精神に支障をきたすようになり、自分の身を守るため護身術を独学で学んだり、するようになる。
反撃編では二階堂・南の入居、俊明の再入居を拒否したり、周りと同じ行動を取らなかったり集団から離れると「殺人の計画を立てている」と疑心暗鬼になったりするなど、思い込みも激しくなってきている。
最終話では事件が解決したことで精神面は元に戻ってきているが、日課となってきた体力トレーニングは家族と共に続けている。
石崎健二（いしざき けんじ）〈39〉
演 - 林泰文
区役所職員。真面目な性格だがやや天然でのんびりしている。
家族を巻き込んで体力トレーニングを行ったりし、情緒不安定になっていく洋子に手を焼いている。
石崎文代（いしざき ふみよ）〈9〉
演 - 田村海優
小学3年生。しっかり者の優しいお姉さん。一男を連れて、佳世の英会話教室に通う。
石崎一男（いしざき かずお）〈6〉
演 - 大野琉功
小学1年生。将来の夢としてYouTuberになりたがったが洋子に猛反対される。

#### 2階
201号室
浮田は遼、あいりを連れてあいりの実父である西尾の元を訪れた際、父が母を貶す発言をしたため激怒したあいりは、所持してきたナイフで殺そうとするが、浮田は庇う形で足をナイフで刺され、負傷してしまう。
浮田啓輔（うきた けいすけ）〈55〉
演 - 田中要次
居候の遼とあいりの面倒を見ている。ぶっきらぼうな性格だが曲がったことが嫌いで何事にも筋を通すタイプであるため、遼とあいりからは本当の父のように慕われている。西尾の家に行った際は、西尾の殺害を計画していたあいりを前科者にさせないために遼、あいりを逃すがその後、何者かに針金で首を絞められてトイレで死亡しているのを西尾によって発見される。
反撃編では犯人を割り出すために極めて小さな文字で名前を書くように細工をしており、目を凝らして紙を見ていたことから、黒島が犯人だといち早く察知しており、黒島に罪を重ねないよう促すが、それが原因で殺害されてしまったことが明らかとなった。また浮田の遺体発見現場に残されていた靴跡が、警察の捜査を撹乱するために、黒島が内山から借りていた靴のものであることが判明した。
書いた紙は「赤池美里」、引いた紙は美里が書いた「赤池幸子」。
妹尾あいり（せのお あいり）〈21〉
演 - 大友花恋（4歳時：阿部久令亜）
メンズエステの店員。浮田を本当の父親のように慕っている。普段は短気で口が悪いが、そらと一緒に遊んだり、美里に助言するなど世話焼きな一面も持ち合わせている。
母とは死別しており、父に対しては母を過労で死なせたと強い恨みを抱いており、遼に自分の父を殺すことが出来れば結婚してもいいと脅すなど、その復讐心は並大抵のものではない。そして、父である西尾の元を訪れた時は、彼を庇った浮田の足を刺してしまい負傷させてしまう。そしてその後、浮田が何者かに殺害されたことで自分のせいだと自責の念に駆られ、浮田に本当のパパになってほしかったと悔いていた。
反撃編では遼と共に西村の飲食店で働く。また、浮田と関わりがあった久住をマークしており、度々お見舞いに来ていたことが明らかとなっている。最終回では、遼から結婚指輪と共にプロポーズされ、それを承認した。
柿沼遼（かきぬま りょう）〈21〉
演 - 中尾暢樹
浮田の子分。あいりの恋人。あっけらかんとしているが根はしっかり者であり、あいり曰く根性がある。浮田に忠誠を誓っており、仕事を手伝ったりして逆らうことなく言うことを聞いている。
あいりの為に、結婚式に実の父親である西尾を呼ぼうとし、あいりが浮田を負傷させてしまうきっかけを作ってしまう。そして、浮田が何者かに殺害されたことから、あいりと共に浮田を殺害した相手への復讐を誓い、探している。
反撃編では西村の飲食店のアルバイト。
最終回にて、西村の経営する飲食店で、あいりにプロポーズをし、結婚。
203号室
リン・シンイー〈22〉
演 - 金澤美穂
ブータン料理店アルバイト→西村の飲食店アルバイト。
明るい性格で誰に対しても対等に話す。日本語は結構話せるが、妙に古風な言動が目立ったり、敬語が苦手だったりする。
マンションに住む当初は、恋人であるクオンと同居人であるイクバルと住んでいたが、イクバルが大量の不法滞在者である外国人を連れてきてしまい、紆余曲折の末全員を住まわせている。そのため、不法滞在者の存在を知られないよう警察関係者との関わりを避けている。しかしそれを知っているブータン料理店店長に度々脅されていたため、ゲームでは「タナカマサオ」と書く。そして本当に、藤井によって殺害されたことで、今度は彼に脅迫される。「袴田吉彦」と書かれた紙を引いている。
反撃編では、遼、あいりと共に西村の経営する飲食店で働いている最中に、西村が床島の使っていた管理人日誌を所持しているのを見つける。最終回では、自首をしに行くクオンと一時的な別れを迎え、その後、遼とあいりの結婚成立を祝福している。
グエン・クオン〈21〉
演 - 井阪郁巳
左官見習い→韓国料理店の屋台。不法滞在者のベトナム人で、シンイーの恋人。
反撃編では、デイビスとアリが袴田を殺害したことが明るみに出たことで、不法滞在者だとバレないようにと考えた、シンイーの計らいでマンションから姿を消す。不法滞在が原因でシンイーと結婚できないことを理由に自首することを決意し、彼女と一時的な別れを迎える。
イクバル・ビン・ダット〈45〉
演 - バルビー
SEのバングラデシュ人。シンイーとはインターン先で知り合い、彼女をキウンクエ蔵前に誘った。
世話好きな性格だが、その性格が行き過ぎてしまい、多くの不法滞在者の外国人を連れてきてしまう。職業柄ハッキングはお手の物であり、その力を使って藤井の勤務する病院のパソコンで彼を脅迫したり、袴田の所属事務所のパソコンから袴田のスケジュール日程を手に入れている。
204号室
西村淳（にしむら じゅん）〈38〉
演 - 和田聰宏
床島とはよく麻雀をする仲で、お詫びの品として麻雀マットを彼から贈られた。
反撃編からは早苗に代わって住民会会長を務め、学校給食をテーマにした飲食店を開店させ、遼、あいり、シンイーを雇っている。しかしあいりからは不気味がられたり、確率は低いが二階堂のAIでは要注意人物に指名されたり、なぜか管理人日誌を持っていたりと謎が多い。
実は床島が自殺しようとするのを目撃しており、何とかして自殺を思いとどまらせようとしたが、結局失敗に終わってしまった。その後、床島からゲームの存在を知り、感情に赴くままに生きていた床島の姿勢に好意的だったため、床島の名前を書いた早苗を罰するため、床島の自殺を黙認して嫌がらせで脅す。しかしそれが原因で、図らずも交換殺人ゲームが始まるきっかけを作ってしまった。
最終話では、特に罪には問われず、飲食店の経営を続ける。遼、あいりの結婚成立を祝福した。

#### 3階
301号室
尾野幹葉（おの みきは）〈25〉
演 - 奈緒
管理人手作りのネームプレートを使っており、8つの目を裏に描いている。
笑顔を絶やさない印象を持つが、その素性は他の女性の彼氏や夫を狙い、付き合うと一転して興味を無くし冷める性格であり、本編では翔太、二階堂に狙いを定めた。狙いを定めた男には、オーガニック素材の手作りのお菓子などをあげたりしている。また、横恋慕が成功すると服のボタンや鍵などの戦利品を相手から得ている。
ゲームが始まる前から、黒島の異常性を床島、美里の会話で知っており、その上で黒島に嫌がらせをしていた。交換殺人ゲームには参加したが元々やるつもりは無く、紙には誰の名前も書かなかったこと、引いた紙である洋子が「石崎洋子」と書いた紙は一度も見ずに捨てたことを翔太と忍に話す。
303号室 元住人
どちらも独身。扉の向こう限定登場。
佐伯良樹（さえき よしき）〈33〉
演 - 笠原秀幸
会社員。手塚夫妻が引っ越してくる前に引っ越してきた住人。
尾野に寝取られ、妻の舞島と婚約破棄し、尾野と付き合う。その後尾野に冷たい態度をとられ、勝手にタトゥーを入れられたりした。その後尾野に告白したことで別れる。
第19話にて、尾野に303号室の合鍵を渡していたことが判明した。
舞島亜矢子（まいじま あやこ）〈30〉
演 - 入山法子
介護士で、佐伯の元妻。
佐伯と尾野が付き合ってから303号室を出ていき、実家に戻る。その後、尾野から佐伯と別れたと告げられる。
304号室 元住人
北山親子は事件発生後、マンションから引っ越したため、304号室は二階堂が入居する（大学が近いため）。
北川澄香（きたがわ すみか）〈42〉
演 - 真飛聖
職業はラジオパーソナリティ。シングルワーキングマザー。
早朝と夜の番組を担当しているため、仕事に追われてそらに構ってあげられずにいる。引っ越し後の反撃編でも度々登場する。
ゲームで書いた紙は、度々揉めていた「児嶋佳世」と、引いた紙は尾野が白紙で出したものである。
北川そら（きたがわ そら）〈5〉
演 - 田中レイ
忙しい母親に構ってもらえず、1人で遊んでいる。しかし年齢以上に大人びており、母親を心配させないよう寂しい気持ちを態度には決して出さない。
総一の姿を偶然目撃したことで友達となり、反撃編で一緒にお祭りに行く約束をするが、その総一によって殺されそうになってしまう。しかしその寸前で翔太らによって阻止されたことでことなきを得た。
水城の証言では、殺されそうになったショックで精神面を心配されていたが、最終話では元気よく母親と散歩していた。

#### 4階
401号室
木下あかね（きのした あかね）〈38〉
演 - 山田真歩
フリーライター。ミュージカル好きで、特に山﨑のファン。
いつも住民のゴミを漁ったり、自身のポストの中に録音機を入れ住民同士の会話を盗聴するなどしている。ゲームの存在を知ってからは小説のネタになるからと翔太たちとは別に調査を行なっている。蓬田のことは管理人を味方につければ何かと便利だという理由で関わりを持っていたが、次第に両想いとなる。
反撃編ではノンフィクション作家だということを翔太たちに知られ、推理の参考になるからと集めていた一部の住民のゴミを貸し出されている。現実で起きたことをそのまま書かなければ意味がないと怪しいと判断した住民を尾行しているが、どれも結局勘違いという形で終わっている。
最終話では西村を追及し、早苗に脅迫文を送っていたことを知ると、交換殺人ゲームの最初のドミノを倒したとして西村を激しく非難した。
402号室
榎本正志（えのもと まさし）〈48〉
演 - 阪田マサノブ
早苗の夫で総一の父。警視庁すみだ署生活安全課課長。総一の軟禁容疑で、第10話終盤で、逮捕された。その後、早苗の一連の行動や総一の素性を自供している。
榎本総一（えのもと そういち）〈14〉
演 - 荒木飛羽
早苗と正志の一人息子。早苗からは「総ちゃん」と呼ばれている。
その正体は「人が死ぬところが見てみたい」という危険な思想を持つ人物であり、過去には小動物の殺害を繰り返したり、さらには同級生をわざと突き飛ばしてトラックに轢かせようとする凶行に出る。それがきっかけで本当に人を殺しかねないと判断した早苗に軟禁される。
3年前に誰にも見つからないようにダンボール箱に隠された状態でキウンクエ蔵前に引っ越してきた。以降、402号室の隠し部屋にて手錠で繋がれ、軟禁されている。しかし第10話で翔太たちに保護され、その後は叔母である正子と共に402号室に住むことになり、学校にも通うようになる。
軟禁生活から解放された後はそらと交流を持つようになり、一緒に夏祭りに行こうという約束を取り付け、そこでそらを殺害しようとしたが翔太たちに阻止されそのまま逮捕される。最終話では刑務所の中で黒島から貰った宮沢賢治の小説を読んでいた。
過去の扉・番外編後編で本にあった手紙から黒島の過去を知り彼女から自分のしたいことをやりながら生きて欲しいという内容を見て不敵な笑みを浮かべる。
榎本サンダーソン正子（えのもと サンダーソン まさこ）〈45〉
演 - 池津祥子
正志の妹で総一の叔母。ジャマイカ人の妻でノリが良い性格。
施設から戻ってきた総一と新生活を始めているが、事件と総一をあまり関わらせたくないという気持ちから、マンションの住民には総一が施設から戻ってきたことを話していない。総一が捕まってからしばらくは茅ヶ崎にいたらしく、その際、402号室の鍵を蓬田に渡す。
403号室
藤井淳史（ふじい あつし）〈43〉
演 - 片桐仁
三流医大卒。三枚目の冴えない男。
大学時代の同級生である山際を妬んでおり、交換殺人ゲームでは「山際祐太郎」と書き、本当に山際が殺害されたことで早苗に脅迫されてしまう。そして引いた紙に書かれた「タナカマサオ」を殺害し、シンイーたちを脅迫する。そして彼女たちに自身が脅迫をしていたことがバレるとそこで彼女の同居人たちが袴田を殺害したことを知り、利害の一致でその外国人たちを匿うが翔太たちにバレて失敗してしまう。そして事情聴取をしていくうちに観念し田中を殺害したことを認めるがその直後身に覚えのないアリバイが証言されたことで釈放される。
反撃編からは桜木と付き合い始めるが、よく彼女のドS嗜好の被害に遭っている。久住の記憶喪失のフリを最初に気付き彼を丸め込んで久住、桜木と共に自分たちの犯行を隠し通すことを決めるが翔太たちの説得に乗り自首しようとした久住を桜木が殺害しようとしたことで桜木が署に連行されてしまう。そして桜木が自分の罪も被って自首しようとしたことを見て、自らも自白し、刑務所に服役する。
404号室
江藤祐樹（えとう ゆうき）〈23〉
演 - 小池亮介
会話に英単語をよく入れている。幸子とは仲が良く、介護施設へ入居する際の引っ越しの手伝いもし、時に介護もしている。仕事柄、物事を何でもアプリで解決しようとする癖があり、住民にも自分の会社で作られたアプリの宣伝を惜しまない。また、AIについても詳しい。
だが、臨時住民会でゲームによって険悪なムードになっている中自身の開発したアプリの宣伝をしたり、犯人が捕まったことを喜ぶべきだと踊り出すなど不謹慎な一面も目立っており、翔太、二階堂からは「嫌いになった」と陰で言われている。
彼の座右の銘は「世界をより良い場所にすること」であり、それをモットーに大学時代の友人と起業し、共同でアプリを開発していた時期があったが、現在は自宅をオフィスに1人でアプリ開発をしている。しかし美里からは徹底的に否定され反感を持っている。

#### 5階
501号室
佐野豪（さの ごう）〈42〉
演 - 安藤政信
常に外階段を使って大荷物を運んでいる。他にもクーラーボックスに内臓が入っていたり、女性に何かしらの協力を拒否されたり、食肉加工場に出入りしていたり、久住と何かしらの因縁があったりと色々と謎が多い人物。
正体は氷彫刻家であり、氷を譲り受けるために食肉加工場に出入りしている。そしてマンションがペットの飼育が禁止なのにもかかわらず友人から押し付けられたワニを飼育しており、「本山幹子」と名付けている。食肉加工場には氷の譲受だけでなく本山幹子の餌のために廃棄予定のクズ肉を貰うことも目的としており、女性から協力を拒否されていたのは本山幹子の餌やり、久住との因縁もエレベーターにうっかり内臓の汁をこぼしたことで久住にエレベーターの使用を禁止されてしまったりと謎の行動は全て本山幹子絡みであった。
元々住民会に参加しないなど近所付き合いが希薄であり、マンションの住民で唯一ゲームに一切関わっておらず、ゲームの存在そのものも知らなかった。
502号室 元住人
赤池一家。美里の誕生日にジャージ姿で「本日の主役」と書かれたタスキをかけた美里がロウソクの灯りを消した直後に黒島はチェッカーズのジュリアに傷心を爆音で流し、幸子にビニール袋を被せ、棒立ちの美里の口元に笑気ガスをあて噴射し、吸引させ無理やり笑顔にさせて動きが止まったところで頸動脈を切断した。数秒後に美里は黒島によって椅子に座らせられ、死亡した。異変に気づいた吾朗にも笑気ガスを吸引させられ無理やり笑顔にされて頸動脈を切断され美里と同じく椅子に座ったまま死亡した。その後、黒島は美里の口角を上げ、幸せそうに笑っている表情にさせた。五朗も同じ表情にさせた。
赤池美里（あかいけ みさと）〈50→51〉
演 - 峯村リエ
専業主婦。献身的に幸子を介護しているように見えるが、ことあるごとに、幸子からはイビられて鬱憤が溜まっている。元々はスナックで働いていた模様。浮田を避けるように接しており、浮田曰く「頭の弱い人間を見下すタイプ」。
夫の吾朗とともにナイフで頸動脈を切断され死亡。住人の中で最初の犠牲者となった。遺体となって発見されたときの顔は幸せそうに笑っていた。
実は黒島が幸子の義理の孫であり、異常な性格だということも知っており、床島に住民会で交換殺人ゲームの話を持ち出すように仕向けた後、幸子の遺産を狙って黒島に「自分の誕生日のサプライズ」と称して幸子の殺害に協力させようとする。その後、ジャージ姿で「本日の主役」と書かれたタスキをかけ、自身の誕生日を開き黒島に幸子を殺害させようとする。チェッカーズのジュリアに傷心を爆音で流されている間に、棒立ちの状態で黒島に口元に笑気ガスをあてられ噴射させられガスを吸引する。黒島によって笑気ガスを吸引させらせている美里は、「待って 私にサプライズ？」と無理やり笑顔にさせられながら言い、その後、黒島に「はい びっくりしてください」と動きが止まっている間に言われた後に、ナイフで頸動脈を切断される。数秒後に美里は黒島によって椅子に座らせられ、出血性ショックにより死亡。黒島に殺害された美里はその後、口角を上げられ、幸せそうに笑っている表情にされた。交換殺人ゲームで黒島が「赤池美里」と書かれた紙を引いたことによるものだと知らない美里は「黒島が自分にサプライズを仕掛けた」と思い込んでいた。
引いた紙は澄香が書いた「児嶋佳世」。
赤池吾朗（あかいけ ごろう）〈52〉
演 - 徳井優
美里の夫。大手商社勤務。気が弱く、嫁と姑の関係には事なかれ主義だが、内心では気にしているのか、菜奈が美里と幸子の2人にお揃いのジャージを部屋に持ってきた際には「たまに部屋に来て美里の相手になってやってほしい」と頼んでいた。
妻の美里とともにナイフで頸動脈を切断され死亡。美里と同じく住人の中で最初の犠牲者となり、遺体となって発見されたときの顔は幸せそうに笑っていた。
赤池幸子（あかいけ さちこ）〈78〉
演 - 大方斐紗子
美里の姑。車椅子での生活を強いられている。
美里とは仲良く見せているが、実際には無理な要求をするなど、事あるごとにイビっている。
赤池夫妻殺害事件後は会話がままならないことが増え、世話をする身内もいないことから介護施設「つつじケアハウス」への入居が決まる。が、事件がきっかけで「ジュリアに傷心」を聴いただけでパニックに陥るトラウマになってしまった。
最終話で黒島の義理の祖母だということが判明。以前から黒島の危険性を認識しており、水城からは「黒島を止めることが出来たのではないか」と糾弾されるも「大切な将来があるから」という理由で放置しており、一連の犯行も「過去の少々の過ち程度」にしか思っていなかった。
最終話終了直前に何者かによってビルの屋上に両腕を拘束され、そのまま転落するが、生死は不明。

### 警視庁すみだ署
神谷将人（かみや まさと）〈26〉
演 - 浅香航大
推理力・洞察力に優れているがドライで合理的な性格。
正志からは、捜査情報を売っていたことをネタに脅され、翔太と黒島の殺害に協力させられる。その後、懲罰会議に掛けられ、謹慎処分中だったが、菜奈の殺害犯を突き止め、翔太に報告しようとしたが、内山によって両手足とこめかみにビスを打ち込まれ、拷問の末に殺害されるが、自分の託せる限りの情報を翔太に託す。
水城洋司（みずき ようじ）〈48〉
演 - 皆川猿時
捜査の中で一連の事件については呪いだと思い込んでいた。極度の怖がりで、オーバーリアクション。遺体のことを「パッタイ」と呼ぶ。神谷からも「刑事には向いてない」と言われていたが、たまに鋭いことを口にする。
刑事課長
演 - 中野剛
副署長
演 - 児玉頼信
刑事A
演 - 板倉チヒロ
所轄刑事。主に刑事Bとコンビで行動する。久住の事情聴取時、劇中で殺された袴田吉彦を「いい役者でした」と偲んだ。
刑事B、刑事C
演 - 中山求一郎、舟津大地
所轄刑事。

### マンション外の人物
細川朝男（ほそかわ あさお）〈45〉｛菜奈の夫｝
演 - 野間口徹
菜奈が以前勤務していたデザイン会社社長で、実は菜奈の元上司であり、別居中の夫だった。
ストーカータイプで菜奈をつけ、翔太の通うスポーツジムにも通う。翔太からはアニキと慕われており、翔太のことをショウと呼んでいた。
久住にエレベーターを細工され、久住を巻き込んで転落する。その後一度は息を吹き返すも、菜奈への言葉を残して間もなく死亡した。
蓬田蓮太郎（よもぎだ れんたろう）〈25〉｛新管理人｝
演 - 前原滉
床島の代わりに派遣されたマンション管理人。仕事にやる気はないが、妙に馴れ馴れしい。賃貸の部屋のみスペアキーを所有している。
木下に好意を寄せ、彼女の取材に応じている。
桜木るり（さくらぎ るり）〈25〉｛東央大学付属病院の整形外科の看護師｝
演 - 筧美和子
同じ病院の藤井と付き合い始める。ドS。翔太の通うスポーツジムにも通う。
袴田を殺害し、久住を階段から転落させる。そのことを自白し、藤井とともに刑務所に服役している。
内山達生（うちやま たつお）〈21〉｛黒島のストーカー｝
演 - 大内田悠平
高校時代からの黒島の同級生。いつも不敵な笑みを浮かべ両踵を跳ねるようにしながら黒島を見つめている。二階堂の知り合いによれば、常に怪しく微笑んでいたことから「ニヤケユウジ」と呼ばれていた。
実は黒島のストーカーではなく彼女の一連の笑う遺体の殺人の協力者であり、甲野、神谷を殺害している。菜奈の殺害にも協力しており、犯行時刻のバイト先のファミレスの店内防犯カメラの映像に細工をしており、黒島の嘘のアリバイを作っている。動機は黒島曰く、「自分も黒島のような人間になりたい」とのこと。
黒島がダーツの先に塗った毒により死亡し、「犬死にするのはもったいないという考えは少し自分と違う」という理由で間接的ながら黒島に殺された犠牲者の1人でもある。
高橋（たかはし）
演 - 田村優依
翔太が勤務するスポーツジムの受付担当のスタッフ。
職員
演 - 深澤しほ
老人ホーム「つつじケアハウス」の職員。

### 劇団「満員on礼」
藤沢（ふじさわ）
演 - 伊嵜充則
演出家・監督。
柳本（やなぎもと）
演 - 永岡卓也
メイン俳優。
東（ひがし）
演 - 阿久澤菜々
看板女優。田宮と不倫関係になる。
竹田 チェリー（たけだ チェリー）
演 - としえ
劇作家。

### ゲスト

#### 主なゲスト
波止陽樹（なみとめ はるき）〈21〉
演 - 水石亜飛夢（第1話、第12話、第19話）
日常的に恋人の黒島にDVをしていたため、黒島も交換殺人ゲームでは波止の名前を書いていた。田宮にDVの証拠を掴まれ何度も止めるよう応じられるがプライバシーの侵害だと開き直り、田宮の行動を害虫と罵ったことで怒りを買い、そのまま石で殴打され、殺害された。
山際祐太郎（やまぎわ ゆうたろう）〈43〉
演 - 森岡豊（第2話、第10話、特別編、第14話）
タレント医師。通称：Dr.山際。
藤井とは同じ大学の同期だが、藤井が好意を寄せていた女性を弄んでいたため、藤井からは殺意を抱かれている。
藤井の書いた紙を引いた早苗によって後頭部をハンマーで殴られて撲殺され、遺体を切断された後、神奈川県伊勢原市の山林で土に埋められる。頭部は早苗が身元確認の遅延の目的のためそのまま持ち帰ったが、総一によって藤井の部屋に持ち込まれた。
ドルジ〈48〉
演 - 名倉右喬（第2話、第3話）
ブータン料理屋店長。本名は田中 政雄（たなか まさお）。普段は関西弁を話す日本人だが、ブータン人のフリをしている。
シンイーが不法滞在の外国人を何人も匿っていることを知っており、それをネタにシンイーへの関係を迫っていた。シンイーの書いた紙を引いた藤井によって殺害される。
死因はガスのホースを切断されたことでガスが漏れて充満した店の厨房で付けたタバコの火が引火したことによる、ガス爆発。
袴田吉彦〈45〉（第5話）
俳優。過去に不倫などの女性関係のトラブルを起こしており、これらの不祥事のせいで久住は容姿が似ていることから恋人と破局するなど人生を狂わされてきた。
撮影現場の林で用を足していた際、デイビスとアリと桜木るりの3人に、金属バットで撲殺された。
西尾（にしお）
演 - 三上市朗（第7話）
リサイクルショップ経営者。あいりの実の父親。浮田の知人。
アリ・モハラミ
演 - Milad（第12話、第13話）
不法滞在者でシンイーの同居人。マイケルと一緒に藤井の部屋に匿われることになり、彼の部屋を調べに来た翔太を監禁するが、駆けつけにきた二階堂に返り討ちにされマイケルと共に逮捕される。
甲野貴文（こうの たかふみ）〈26〉
演 - 鈴木勝大（第8話、第9話）
銀行員。田宮の元部下。田宮からは期待されていたが本人は田宮の性格をバカにしていた。ゲームでは田宮によって「こうのたかふみ」と名前を書かれた。その後、名前を書かれた人物が本当に次々と殺害されていることを知った田宮からゲームのことで何度も警告されていたが、相手にせずとてもうんざりしていた。しかし内心は気にしていたようで、手塚夫妻が職場を訪ねてきた時には名札を外しており、自分の支店には「こうの」という名前の社員はいないと嘘をついていた。
その後、手塚夫妻に改めてゲームについて警告され、「自身を巻き込むな」とうんざりした顔を浮かべながらその場を去るが、人混みに紛れていた内山に刺殺される。
山崎育三郎 （第12話）
ミュージカル俳優。
マイケル・デイビス
演 - モーゼス夢（第12話、第13話）
アメリカ国籍の不法滞在者。シンイーの同居人。
マンションに居候させてくれたシンイーに恩を返すため、同じ同居人であるアリと、作戦を持ちかけた主犯である桜木と共に袴田吉彦を殺害する。その後取り調べでは袴田吉彦殺しの動機は袴田の顔が嫌いだからという理由の一点張りであり、桜木のことはずっと隠し続けていた。
黒島直美（くろしま なおみ）
演 - 土井きよ美（第15話、第18話、最終話、過去の扉〈番外編〉）
沙和の母親。赤池幸子の亡き夫が不倫をした際にできた娘で吾朗の異母妹。
沙和が入院していた病院に警備員のアルバイトとして居合わせていた南に、穂香が殺害された5年前の台風の日の出来事について尋ねられた際、「娘は模試を控えていて、ずっと家で勉強していた」と話していた。しかし実際には、娘である沙和の異常性を知りながらも、それを思春期の子供の特徴と思い込み放置していた。
黒島太一（くろしま たいち）
演 - 右近良之（第15話、第18話、過去の扉〈番外編〉）
沙和の父親。
食肉加工場の職員
演 - 森下亮（第16話）
作業中にフックに吊るされた状態で流れてくる佳世の遺体を発見する。その後別の日にはなぜか佐野と一緒に山奥で何かを埋める手伝いをしていたがそれは腐ってしまったクズ肉の投棄であった。
南穂香（みなみ ほのか）〈8〉
演 - 丸山澪（第17話）
南雅和の娘。故人。
5年前に起きた未解決殺人事件の被害者。当時、高知県香南市の小学3年生。
最終話にて、黒島の部屋から穂香の片方の靴が出てきたことで、黒島に殺害されていたことが分かった。

#### 第1章
第1話
引っ越し業者
演 - 秋谷柊弥
翔太と引っ越しの荷物を運んでいた。
上司、部下
演 - 六角慎司、髙橋龍児
冒頭の竹中直人の再現に登場。
第2話
老人
演 - 勝倉けい子（第3話）
車椅子から落ちた幸子を助けようとした。
アナウンサー
演 - 高久慶太郎
山際の死亡の第一報を報じた。
司会
演 - 西野大作
山際が出演していたクイズ番組の司会。
佐々木（ささき）
演 - 田口寛子
山際の遺体が発見された現場のリポーター。
第4話
篠原（しのはら）
演 - 真田麻垂美
菜奈のクライアント。
知人
演 - 小貫加恵
美里と幸子に挨拶した。
第5話
ケーキ屋の従業員
演 - 石田有希子
カフェの従業員
演 - 西間瑞希
袴田吉彦のマネージャー
演 - 吉田亮
袴田にトイレの場所を教えたが、袴田は遠いと言い、近くの林ですませようとした。
第6話
守衛
演 - 須間一也
俊明と共にゴルフバッグに入った佳世の足を発見した。
風俗嬢
演 - みやなおこ
浮田の知人。
ユキ
演 - 牧野莉佳
俊明の部下で愛人。
アナウンサー
声 - くわはら利晃
第7話
妹尾尚子（せのお なおこ）
あいりの母親。既に過労死した。
配達員
演 - 青木源太（日本テレビアナウンサー、第17話）
久住の部下
演 - 平隆人
第8話
畠山（はたやま）
演 - 頼経明子
久住に携帯電話を貸した女性。急用だと泣きつかれたため、つい貸してしまった。
栗田（くりた）
演 - 鈴樹志保
銀行員。
細川の医師
演 - 藤田悠矢
引っ越し業者
演 - BOB（第11話）
不法滞在者
演 - Kamal
第9話
柴山（しばやま）
演 - 大村わたる（第10話）
甲野の同期で、甲野から田宮の愚痴を聞いていた。
女性
演 - 吉田優華
甲野の葬儀の受付。
第10話
小川（おがわ）
演 - 太田美恵（第14話）
看護師。
正志の部下
演 - 林浩太郎
総一の同級生
演 - 奥悠輔（第14話）、黒島愛登（第14話）

#### 特別編
スポーツジムのスタッフ
演 - 小野孝弘

#### 第2章・反撃編
第11話
サイバー班
演 - 和田亮太
引っ越し業者
演 - 細渕敬史
リポーター
演 - 奥田由香
第12話
ゴスロリ女
演 - 松尾 薫
早苗の弁護士
演 - 岡崎宏
アナウンサー
声 - 日下純
スポーツジムの客
演 - 島田美希
第14話
看守
演 - 奥田ワレタ
駅の構内アナウンス
声 - 林祐人
第15話
刑事
演 - 白井美貴
看護師
演 - 錦戸梨絵
第16話
甲野の母
演 - 宮地雅子
雫（しずく）
演 - 水越朝弓
二階堂が前に化学実験のAIの製作に協力した同級生であり、学内でかなりの人脈の広さを持つ。
二階堂の同級生
演 - 安田啓人
食肉加工場の従業員
演 - 加瀬澤拓未、寺井義貴
第17話
カフェの従業員
演 - 安藤広郎（第18話）
第18話
内山の母
声 - 小口久仁子
第19話
鍋島（なべしま）
演 - 桜木健一
最終話
吉村（よしむら）
演 - 大澄賢也
管理人の床島の麻雀仲間。床島が紙に書き、洋子が引いた人物。第1話で床島が自殺する前の様子が、ドラマ内で描かれ、西村と会うシーンがある。
受付の女性
演 - 中上サツキ
ホテルマン
演 - 河野安郎

#### 過去の扉（番外編）
松井瑛士（まつい えいじ）〈22〉
演 - 池岡亮介
沙和の家庭教師で、妹のように可愛いがっている。高知香南大学医学部医学科5年生。1993年12月8日生まれ。2016年当時、大学5年生の時に水難事故で亡くなっている。

#### ネタフェス特別版
ネタフェス限定登場。
今田耕司〈53〉
演 - 不明（遺体）、本人（写真）
新しく引っ越してきた住人だったが、謎の死を遂げた。しかし、翔太が謎を解いている途中、神谷から死因は孤独死であることが告げられた。
秋山寛貴〈28〉、菊田竜大〈32〉
演 - 本人（ハナコ）
秋山はジョーと共に暮らしている305号室の住人で、菊田はその友人。今田殺しの犯人として疑われるが、二人で覆面をかぶって新宿ルミネに女の子の連絡先を聞かされに行っており、アリバイがあった。
ジョー
演 - 岡部大（ハナコ）
秋山の愛犬。ジャーキーが好物。秋山のカバンから出てくる怪しい物にリアクションをした。
斉藤慎二（さいとう しんじ）〈37〉
部屋は不明。今田殺しの犯人として疑われるが、武山との喧嘩をシンイーが止めていたためアリバイがあった。
武山浩三（たけやま こうぞう）〈37〉
演 - おたけ
会社仲間の斎藤と喧嘩した。
太田博久（おおた ひろひさ）〈36〉
斉藤と武山の喧嘩を止めていた。変な所で怒る。
オジちゃん
演 - 近藤春菜（ハリセンボン）
オバちゃんと共に、キウンクエ蔵前に不法侵入し、どうでもいいことで言い合っていた。
オバちゃん
演 - 友近
翔太からオジちゃんと一緒にブルだと言われるが、ただの不法侵入であった。

## スタッフ
- 企画・原案 - 秋元康
- 脚本 - 福原充則、高野水登[注 31]
- 音楽 - 林ゆうき、橘麻美
- 主題歌
  - Aimer「STAND-ALONE」（4月期）※7月期においては次回予告の際に流れる[30]。
  - 手塚翔太「会いたいよ」（7月期） - 当初は、ノンクレジットだったが、2019年7月6日（12話放送の前日）に放送された「THE MUSIC DAY 2019 時代」に田中が出演し、正式な曲名と翔太が歌っていることが明かされた。なお、あくまでも「手塚翔太」名義であるため、田中圭自身は歌っていないとしている[31]。
- 工学監修 - 藤田桂英（東京農工大学）
- 数学監修 - 飯田正敏
- アクションコーディネーター - 柴原孝典
- 警察監修 - 吉川祐二
- フィットネス監修 - 福地和仁（ティップネス）
- 医療監修 - 中澤暁雄
- 演出 - 佐久間紀佳、小室直子、中茎強、内田秀実（AXON）
- チーフプロデューサー - 池田健司
- プロデューサー - 鈴間広枝、松山雅則（トータルメディアコミュニケーション）
- 制作協力 - トータルメディアコミュニケーション
- 製作著作 - 日テレ

## 放送日程

### 連続ドラマ
| 章                                                                          | 各話   | 放送日  | サブタイトル | サブタイトル                                             | ラテ欄                                                                  | 演出       | 視聴率 |
| 章                                                                          | 各話   | 放送日  | ホームページ | EPG欄                                                    | ラテ欄                                                                  | 演出       | 視聴率 |
| --------------------------------------------------------------------------- | ------ | ------- | --- | -------------------------------------------------------- | ----------------------------------------------------------------------- | ---------- | ------ |
| 第一章                                                                      | 第1話  | 4月14日 | 新婚夫婦を巻き込む、 交換殺人ゲームが幕を開ける…! | 幸せ新婚夫婦の運命が狂っていく… 衝撃の交換殺人ミステリー | 幸せ新婚夫婦の運命が狂っていく… 衝撃の交換殺人ミステリー                | 佐久間紀佳 | 08.3%  |
| 第一章                                                                      | 第2話  | 4月21日 | 管理人の死は交換殺人ゲームの 始まりを意味していた… | ついに始まる交換殺人! 次は誰が殺す番!?                   | 殺人の連鎖始まる!! 管理人は何故死んだ? 第2の殺人とは…!?                 | 佐久間紀佳 | 06.5%  |
| 第一章                                                                      | 第3話  | 4月28日 | 追い詰められる藤井! そして、思いがけない事実にたどり着く――! | 止めどない脅迫…!! 第3の殺人は起こるのか!?                | 戦慄の脅迫…!! 殺す番がやってくる!! やるか? 逃げるか?                    | 佐久間紀佳 | 06.4%  |
| 第一章                                                                      | 第4話  | 5月05日 | 名前を書かれた人が3人連続で死んでいく。 ついに住民から犠牲者が…!? | ついに住民から被害者が…!! 殺されるのは誰!?               | 妻の嘘と殺意が暴かれる!? 住民が犠牲に!! 殺されるのは誰だ?               | 小室直子   | 07.1%  |
| 第一章                                                                      | 第5話  | 5月12日 | 秘密を抱えていた菜奈と翔太の関係に亀裂が―!? さらに新たな犠牲者が!! | 暴かれた妻の秘密…!! 今夜の犠牲者は誰だ!?                 | 夫婦に亀裂!! 妻の嘘と夫の殺意!? 殺されるのはアノ人気俳優!?              | 小室直子   | 06.5%  |
| 第一章                                                                      | 第6話  | 5月19日 | 連鎖する殺人の真相を突き止めるため 動き出した菜奈と翔太。 その思いとは裏腹に、またしても犠牲者が…!                                                                                             | 妻の秘密の全貌…!! 真相解明に動き出す!!                   | 衝撃!! 妻の真実…!! 推理スタートで連鎖殺人を阻止できるか!?               | 佐久間紀佳 | 06.3%  |
| 第一章                                                                      | 第7話  | 5月26日 | ゲームの事を話し事件の捜査を 警察に任せることにした菜奈たち。 脅迫される久住と浮田は行動を起こす!!                                                                                             | 単独犯!? 嘘つきは誰だ!? 今夜は2人死ぬ…!?                 | 脅迫犯は1人!? 仲間が犠牲に…!! 別れない夫を守り切れるか?                 | 中茎強     | 06.4%  |
| 第一章                                                                      | 第8話  | 6月02日 | 朝男が転落した事故で殺害依頼の疑いを かけられた菜奈。 菜奈のピンチを救うため、 翔太が推理した容疑者には意外な人物の名前が…!                                                                    | 妻が容疑者に!? 住民に4人の嘘つき…犯人は誰!?              | 妻が容疑者に!! 浮き上がるゲームの矛盾…嘘つきは親友か!?                  | 佐久間紀佳 | 06.7%  |
| 第一章                                                                      | 第9話  | 6月09日 | 一連の事件は交換殺人ではないのでは? と思い始める菜奈と翔太。 そして、翔太は思わぬ手がかりをつかんで…!?                                                                                         | 衝撃!! 親友の狂気… 402号室の秘密とは!?                   | 衝撃!! 親友の狂気… 402号室の秘密とは 住民の中に殺人鬼!?                 | 小室直子   | 08.0%  |
| 第一章                                                                      | 第10話 | 6月16日 | 拘束された翔太と黒島。部屋には見知らぬ少年が! 異変に気づいた菜奈は翔太を探し出せるのか。 そして早苗の秘密とは!?                                                                                | 第1章最終回!! 親友狂気の監禁部屋!!愛する夫を救出できるか | 第1章最終回!! 親友狂気の監禁部屋!!愛する夫を救出できるか                | 佐久間紀佳 | 07.9%  |
| 第二章・反撃編                                                              | 第11話 | 6月30日 | 新章 -反撃編-スタート! 推理に加わる新たなバディ登場! 菜奈を殺した犯人は住民の中にいるのか!? | 反撃編スタート!! 妻を殺した殺人鬼をあぶり出せ!!          | 反撃編スタート!! 妻を殺した殺人鬼をあぶり出せ!!                         | 佐久間紀佳 | 09.2%  |
| 第二章・反撃編                                                              | 第12話 | 7月07日 | 木下の部屋から次々と怪しい証拠品が! 犯人探しに躍起になる翔太は、住人全員に疑いの目を向け… | 怪しい住民達の素顔!! 袴田吉彦殺害犯が明らかに…!          | 今夜、袴田吉彦殺害犯が判明!! 怪しい住人は敵か味方か…隣人に殺意!?        | 中茎強     | 09.2%  |
| 第二章・反撃編                                                              | 第13話 | 7月14日 | 502号室に越してきた南に不審感を抱く住民たち。 翔太は交換殺人ゲームのことを警察に全て話し、 警察の捜査が進展。 取調べを受けた藤井は全ての罪を告白しようとするが…                                | 新住民は超くせ者! 衝撃の3人目の殺人者とは!?              | 衝撃!! 袴田吉彦殺した3人目の犯人とは!? 罪の告白と罠…超曲者の新住人      | 小室直子   | 10.9%  |
| 第二章・反撃編                                                              | 第14話 | 7月28日 | AIの分析によって浮き彫りになっていく犯人像。 そこには意外な人物の名前が!? 夏祭りの夜、狙われるのは一体誰だ――!?                                                                                 | AIが出した殺人鬼とは? 夏祭りで新たな犠牲者が!?           | 浮かび上がる住民の中の殺人鬼…!! 今夜、新たな犠牲者が!? 狙われるのは誰?  | 佐久間紀佳 | 09.5%  |
| 第二章・反撃編                                                              | 第15話 | 8月04日 | ホームから突き落とされた黒島の運命は一体!? 黒島を殺そうとした犯人探しをする南に住民会は紛糾! そして南の意外な正体が明らかに!                                                                   | 黒島の運命は!? 南の正体は!? 最恐展開が続々!              | 彼女を突き落とした犯人は!? 怪しい住民の正体が発覚!! 殺人鬼がすぐそこに… | 小室直子   | 10.2%  |
| 第二章・反撃編                                                              | 第16話 | 8月11日 | 水城は神谷を殺害した犯人への怒りを胸に事件解決を誓う! 黒島と二階堂を陰から見つめるストーカーは何者なのか…? 連続殺人犯として急浮上する人物とは!?                                                | ついにブル!? 急浮上した連続殺人犯とは!?                  | 急浮上!! 連続殺人鬼は意外な人物!? 新事実続々…ストーカー男の正体とは!?   | 中茎強     | 10.2%  |
| 第二章・反撃編                                                              | 第17話 | 8月18日 | 死亡した内山が残した動画には一連の事件の真相が!? ついに住民の中に潜む危険人物が暴走し始める…!                                                                                                  | 真実か罠か!? 殺人鬼の動画と危険人物の暴走!!              | 真実か罠か!? 殺人鬼の動画に隠された秘密… 危険人物たちの暴走が始まる!!   | 内田秀実   | 11.0%  |
| 第二章・反撃編                                                              | 第18話 | 8月25日 | 田宮を襲い、問い詰める南。 田宮は連続殺人犯なのか…!? 尾野の部屋で意識を失った二階堂に変化が!? 浮かび上がる犯人像とは…!?                                                                        | 連続殺人犯は誰だ!? 怪しい住民の秘密が暴かれる!!          | 因縁の関係に終止符…謎多き住民の驚愕の素顔とは!? 今夜、黒幕が絞られる!!  | 佐久間紀佳 | 13.0%  |
| 第二章・反撃編                                                              | 第19話 | 9月01日 | 二階堂のAIで黒島が犯人最有力候補に浮上。 翔太はパズルから新たな手がかりを掴み…。 そしてついに、犯人をおびき出すある作戦を決行! そこに現れるのは、一体誰だ!?                                    | バディ対立! 黒島はシロかクロか? 殺人鬼を炙り出せ!        | バディ対立!! 彼女は白か黒か!? 新たな真実…作戦で炙り出される黒幕は誰だ!? | 小室直子   | 12.3%  |
| 第二章・反撃編                                                              | 最終話 | 9月08日 | 二階堂に襲われ、意識を失った翔太。 目覚めると、黒島とともに拘束されていた! そこに現れたのは二階堂で…!? 西村は床島殺害犯なのか!? 交換殺人ゲームの全貌が、ついに明らかに! 連続殺人鬼は一体誰だ!? | 最終回!! ついに連続殺人鬼と対決! 黒幕は誰だ!?            | 驚愕の最終回!! 妻を殺した黒幕と交換殺人の全貌とは!? 殺られる前に暴け!!  | 佐久間紀佳 | 19.4%  |
| 平均視聴率 9.3%（視聴率はビデオリサーチ調べ、関東地区・世帯・リアルタイム） |        |         | |                                                          |                                                                         |            |        |

- 最終回の視聴率は前クールに放送された『3年A組-今から皆さんは、人質です-』（菅田将暉主演）の（15.4%）を4.0ポイント上回り、「日曜ドラマ」としては史上最も高い視聴率を記録した。

### 特別編
| 放送日                                                       | サブタイトル                                                                                                | サブタイトル                               | ラテ欄                               | 演出     | 視聴率 |
| 放送日                                                       | ホームページ                                                                                                | EPG欄                                      | ラテ欄                               | 演出     | 視聴率 |
| ------------------------------------------------------------ | --- | ------------------------------------------ | ------------------------------------ | -------- | ------ |
| 6月23日                                                      | 刑事たちの目線で振り返る第1章の事件! そして、菜奈と翔太の出会いからプロポーズまでの 軌跡を描く感動の特別編! | 菜奈と翔太の恋の軌跡&すべての事件を総復習! | 涙と衝撃の特別編!! 夫婦愛&事件まとめ | 小室直子 | 8.1%   |
| （視聴率はビデオリサーチ調べ、関東地区・世帯・リアルタイム） | |                                            |                                      |          |        |

## ショートドラマ
それぞれの住人を主人公とし、日常や家庭の事情を描いたショートドラマ『扉の向こう』（とびらのむこう）が制作され、地上波放送と連動してHuluにて独占配信された。第1話と特別編を除き、1話につき1部屋（扉）ずつ開いていく。
ただし、最終話終了時とその翌週は「番外編 過去の扉（前編・後編）」というサブタイトルで、最終話で菜奈たちを殺した連続殺人犯として黒島が逮捕された後の翔太・二階堂・南の動向や、黒島が「キウンクエ蔵前」に引っ越す前に故郷・高知で両親と暮らしていた時の出来事に関するエピソードが配信される。

### 配信リスト
| 日付    | 本編話数 | 部屋番号 | 主人公         | その他主要登場人物                         |
| ------- | -------- | -------- | -------------- | ------------------------------------------ |
| 4月21日 | 第2話    | 403号室  | 藤井淳史       | 桜木るり                                   |
| 4月28日 | 第3話    | 502号室  | 赤池吾朗       | 赤池幸子、美里                             |
| 5月05日 | 第4話    | 304号室  | 北川そら       | 北川澄香、児嶋佳世                         |
| 5月12日 | 第5話    | 102号室  | 児嶋佳世       | 児嶋俊明、北川そら、石崎文代、一男         |
| 5月19日 | 第6話    | 201号室  | 浮田啓輔       | 柿沼遼、妹尾あいり                         |
| 5月26日 | 第7話    | 101号室  | 久住譲         | 藤井淳史                                   |
| 6月02日 | 第8話    | 104号室  | 石崎洋子       | 石崎健二、一男、文代                       |
| 6月09日 | 第9話    | 301号室  | 尾野幹葉       | 手塚翔太、手塚菜奈、佐伯良樹、舞島亜矢子   |
| 6月16日 | 第10話   | 402号室  | 榎本早苗       | 榎本正志、総一、舞島亜矢子                 |
| 6月30日 | 第11話   | 203号室  | リン・シンイー | グエン・クオン、イクバル・ビン・ダット     |
| 7月07日 | 第12話   | 401号室  | 木下あかね     |                                            |
| 7月14日 | 第13話   | 202号室  | 黒島沙和       | 波止陽樹                                   |
| 7月28日 | 第14話   | 404号室  | 江藤祐樹       | 木下あかね、赤池幸子、赤池美里             |
| 8月04日 | 第15話   | 304号室  | 二階堂忍       | 手塚翔太、二階堂万里子                     |
| 8月11日 | 第16話   | 204号室  | 西村淳         | 妹尾あいり、柿沼遼、リン・シンイー、南雅和 |
| 8月18日 | 第17話   | 502号室  | 南雅和         | 南穂香                                     |
| 8月25日 | 第18話   | 501号室  | 本山幹子       | 佐野豪                                     |
| 9月01日 | 第19話   | 103号室  | 田宮君子       | 田宮淳一郎、手塚翔太、甲野貴文             |

#### 番外編
| 配信日付 | 話             | 主人公   | その他主要登場人物                             | 備考             |
| -------- | -------------- | -------- | ---------------------------------------------- | ---------------- |
| 9月08日  | 過去の扉・前編 | 黒島沙和 | 手塚翔太、南雅和、二階堂忍、内山達生、榎本総一 | 最終話終了後配信 |
| 9月15日  | 過去の扉・後編 | 黒島沙和 | 手塚翔太、南雅和、二階堂忍、内山達生、榎本総一 |                  |

## 映画
2021年12月10日に公開。ドラマ同様、主演は原田知世と田中圭が務めるが、ドラマの続編ではなく「『キウンクエ蔵前』に手塚夫妻が引っ越した際の住民会に菜奈ではなく翔太が参加し、『交換殺人ゲーム』が起きていない」というパラレルワールドの世界が舞台となっており、ドラマ版には登場しなかった映画オリジナルキャラクターも登場する。
映画化するにあたって、テレビシリーズで登場人物が死んでいたことや犯人が判明していたことが一番の問題となっていたことからパラレルワールドという設定になり、秋元は知人同士の場合は交換殺人として成立しないのではと引っかかりを覚えていたため、本作品では住民会で翔太がその旨をあっさり言うことになった。連続ドラマは登場人物が多いが、本作品ではそれぞれのキャラクターにファンがついたため、既存のキャストで新しい物語を展開することになった。パラレルワールドの設定については、時代劇や、孤島を舞台にしたもの、同じ豪華客船に乗った「キウンクエ向島」というマンションの住民も交換殺人ゲームを行なっていた、などの案もあった。

### プロモーション
公開前週の2021年12月2日には同局系『THE突破ファイル』の1コーナー『突破交番』とコラボした。
同局で放送されているドラマ『真犯人フラグ』の第7話に片桐仁と筧美和子が、第8話に田中圭と原田知世が、第9話に袴田吉彦が本作品と同役で出演した。
情報番組『ZIP!』の12月の金曜パーソナリティをキャストが週替わりで担当、公開週には同番組の1コーナー『ベラベラENGLISH』とコラボし日替わりでキャストが出演する。
映画公開日には、「『キウンクエ蔵前』に手塚夫妻が引っ越してから、船上ウェディングパーティーが開かれるまでの"空白の2年間"」を描いた新撮ドラマなどを含む特別番組『金曜ロードショー 劇場版公開記念!「あなたの番です」完全新撮スペシャル!』が放送される。

### あらすじ（映画）
菜奈と翔太が「キウンクエ蔵前」に引っ越してきた後の住民会に翔太が参加したことで交換殺人ゲームが発生せず、平穏な生活を続けて2年後、豪華客船『カッチャトーリ号』内の宴会場で、その間に親しくなった住民を招いて菜奈と翔太の船上ウェディングパーティーを開催する。しかしパーティー終了後、参加者の一人が謎の死を遂げ、駆けつけた警察による捜査が始まった後も船内では次々と不可解な出来事が起こり、住民たちの間に不穏な空気が流れ始める。

### 登場人物
（※ 映画版オリジナル人物のみ）
早川教授〈62〉
演 - 酒向芳
ドラマ版にて「黒島と二階堂が通う『国際理工大学』の教授」「黒島が交換殺人ゲームで『殺したい人』として名前を書いた人物（後に、黒島が実際に名前を書いたのは彼女にDVを振るっていた波止と判明）」として名前が挙がっていた。
浦辺優（うらべ ゆう）〈30〉
演 - 門脇麦
手塚夫妻の船上ウェディングパーティーが開かれるクルーズ船に、「ある目的」のために乗り込む。
船長
演 - 山田明郷
船医
演 - 清水伸
船医
演 - 小林博
バーテンダー
演 - 竹森千人

### スタッフ（映画）
- 企画・原案：秋元康
- 脚本：福原充則
- 監督：佐久間紀佳
- 音楽：林ゆうき、橘麻美
- 主題歌：Aimer「ONE AND LAST」（Sony Music Labels）
- 製作：沢桂一、山田克也、松岡宏泰、藤本鈴子、高津英泰、佐藤政治、秋元伸介、小泉守
- エグゼクティブプロデューサー：伊藤響、福士睦、三上絵里子
- プロデューサー：鈴間広枝、松山雅則、櫛山慶
- 撮影：宮崎康仁
- 照明：谷本幸治
- DIT：錦織健三
- 録音：小松崎永行
- 記録：吉丸美香
- 美術プロデューサー：高野雅裕
- 美術デザイン：樫山智恵子
- VFXスーパーバイザー：小坂一順
- 編集：山中貴夫
- カラーグレーディング・オンライン編集：上杉真悟
- 選曲：長澤佑樹
- 助監督：瀬野尾一
- 制作担当：田村豊
- 配給：東宝
- 制作プロダクション：トータルメディアコミュニケーション
- 製作幹事：日本テレビ放送網
- 製作委員会：「あなたの番です 劇場版」製作委員会（日本テレビ放送網、東宝、バップ、読売テレビ放送、トライストーン・エンタテイメント、Y&N Brothers、トータルメディアコミュニケーション、札幌テレビ放送、宮城テレビ放送、静岡第一テレビ、中京テレビ放送、広島テレビ放送、福岡放送、日本テレビ系全国21社）

### 作品用語
カッチャトーリ号
本作品の舞台となる豪華客船。前述の通り、菜奈と翔太ら住人たちが乗る船でもあり船上結婚パーティーを開いていたが、その直後に連続殺人事件が起きる。
あさマダ！
作中世界で放送されている、袴田吉彦が総合司会、徳島えりかがメインキャスターを担当する朝の情報番組。山際祐太郎もコメンテーターとして出演している。

### テレビ放送
| 回数 | 放送枠           | 放送形態       | 放送日         | 放送時間（JST） | 放送分数 | 備考   |
| ---- | ---------------- | -------------- | -------------- | --------------- | -------- | ------ |
| 1    | 金曜ロードショー | 本編ノーカット | 2022年11月18日 | 21:00 - 23:54   | 174分    | [ 45 ] |

## 関連商品
- あなたの番です シナリオブック 上 飛鳥新社、2019年12月18日発売、ISBN 978-4-864107-32-7
- あなたの番です シナリオブック 下 飛鳥新社、2019年12月18日発売、ISBN 978-4-864107-33-4
- あなたの番です 反撃編 シナリオブック 上 飛鳥新社、2020年1月29日発売、ISBN 978-4-864107-34-1
- あなたの番です 反撃編 シナリオブック 下 飛鳥新社、2020年2月19日発売、ISBN 978-4-864107-35-8
- もっと知りたい! あなたの番です オフィシャル考察ブック 監修：日本テレビ・光文社、2020年2月26日発売、ISBN 978-4-334951-44-3
- あなたの番です 劇場版 飛鳥新社、2021年12月25日発売、ISBN 978-4-864108-62-1